# Dragon Age: Inquisition
Dragon Age: Inquisition és un videojoc de rol d'acció que ha estat desenvolupat per BioWare i publicat per Electronic Arts. És la seqüela directa de Dragon Age: Origins i Dragon Age II, el que fa d'aquest títol el tercer joc de la franquícia Dragon Age.

## Jugabilitat
Dragon Age: Inquisition és un videojoc de rol d'acció similar als seus predecessors. Al començament del joc, el jugador tria una espècie pel seu personatge: humà, nan, elf o qunari, una nova espècie nova a la saga. Es pot personalitzar l'aspecte físic i el gènere de l'inquisidor, entre altres coses. Els jugadors poden accedir a un creador d'històries interactives en línia que es troba al núvol anomenat Dragon Age Keep i detallar les trames principals dels dos jocs anteriors de Dragon Age i importar un estat mundial a aquesta nova entrega sense necessitat de repetir els jocs inicials.

## Desenvolupament
El 19 de març de 2012, gairebé dues setmanes després que BioWare llancés Mass Effect 3, el director creatiu Mike Laidlaw va dir en un tuit que havien acabat de produir contingut per Dragon Age II. El Productor Executiu Mark Darrah va esmentar que BioWare originalment tenia plans per a una expansió, titulada "Exalted March", que marcaria el primer aniversari de Dragon Age II però la va cancel·lar per fer temps per desenvolupar altres oportunitats en la sèrie. Encara que Dragon Age: Inquisition no havia estat anunciat de forma oficial, Darrah va preguntar als fans que li donin opinions sobre el que els agradaria veure futures edicions de la saga. El setembre de 2012, Mark Darrah, el productor executiu, va revelar en una carta oberta que Dragon Age III, titulat Dragon Age III: Inquisition, es trobava oficialment en desenvolupament des de feia ja divuit mesos.

## Recepció

### Crítica
Dragon Age: Inquisition va rebre crítiques "generalment favorables", segons l'agregador de revisions Metacritic. Molts crítics la van considerar com una millora significativa respecte a Dragon Age II, que va ajudar a revitalitzar la sèrie.
L'any 2014 va guanyar el premi del joc de l'any atorgat per The Game Awards.

### Vendes
Dragon Age: Inquisition va debutar al número 5 del Regne Unit en la seva primera setmana de llançament. Segons el monitor de venda al detall Chart-Track, va vendre tantes copies la primera setmana com totes les venudes durant el 2001 el Dragon Age II. Segons l'informe de guanys del tercer trimestre fiscal d'Electronic Arts, és el llançament amb més èxit de la història de BioWare basat en les unitats venudes.